# كاثرين ألبيرتسون
كاثرين ألبيرتسون (بالإنجليزية: Kathryn Albertson)‏ هي فاعلة خير أمريكية، ولدت في 27 أغسطس 1908 في بويسي في الولايات المتحدة، وتوفي بنفس المكان في 30 أبريل 2002.